# 藤本俊彦
藤本 俊彦（ふじもと としひこ、1971年5月1日 - ）は、徳島県徳島市出身の元プロ野球選手（外野手、捕手）。1994年から1995年までの登録名は藤本 強士（ふじもと つよし）。

## 来歴・人物
徳島商業高から、1989年のプロ野球ドラフト会議でオリックス・ブレーブスから4位指名を受け入団。
当初は捕手登録ながらファームでも外野手として出場。2年目の1991年終盤に4試合一軍出場しただけで、その後は一軍には出場する事なく1995年に現役を引退。
引退後は実家の造園業を継いだ。
妻は元バレーボール選手である山内美加。娘二人の父親であり、その娘達はともに年代別日本代表候補のバスケットボール選手である。長女の藤本愛妃は富士通レッドウェーブ、次女の藤本愛瑚はENEOSサンフラワーズ所属。

## 詳細情報

### 年度別打撃成績
| 年 度     | 球 団      | 試 合 | 打 席 | 打 数 | 得 点 | 安 打 | 二 塁 打 | 三 塁 打 | 本 塁 打 | 塁 打 | 打 点 | 盗 塁 | 盗 塁 死 | 犠 打 | 犠 飛 | 四 球 | 敬 遠 | 死 球 | 三 振 | 併 殺 打 | 打 率 | 出 塁 率 | 長 打 率 | O P S |
| --------- | ---------- | ----- | ----- | ----- | ----- | ----- | -------- | -------- | -------- | ----- | ----- | ----- | -------- | ----- | ----- | ----- | ----- | ----- | ----- | -------- | ----- | -------- | -------- | ----- |
| 1991      | オリックス | 4     | 5     | 5     | 1     | 1     | 0        | 0        | 0        | 1     | 0     | 0     | 0        | 0     | 0     | 0     | 0     | 0     | 4     | 0        | .200  | .200     | .200     | .400  |
| 通算：1年 | 通算：1年  | 4     | 5     | 5     | 1     | 1     | 0        | 0        | 0        | 1     | 0     | 0     | 0        | 0     | 0     | 0     | 0     | 0     | 4     | 0        | .200  | .200     | .200     | .400  |

### 記録
- 初出場：1991年9月29日、対西武ライオンズ26回戦（西武球場）、9回裏に右翼手で出場
- 初先発出場：1991年10月1日、対福岡ダイエーホークス26回戦（グリーンスタジアム神戸）、8番・左翼手で先発出場
- 初安打・初打点：同上、吉田豊彦から

### 背番号
- 32 （1990年 - 1995年）

### 登録名
- 藤本 俊彦 （ふじもと としひこ、1990年 - 1993年）
- 藤本 強士 （ふじもと つよし、1994年 - 1995年）